# Proetveldtocht
De Proetveldtocht (Russisch: Прутский поход; Proetski pochod) was de belangrijkste veldtocht van het Russische Rijk tegen het Ottomaanse Rijk tijdens de Derde Russisch-Turkse Oorlog, onderdeel van de Grote Noordse Oorlog. De veldtocht vond plaats aan de Proet en werd geleid door Peter de Grote. De veldtocht verliep vrij desastreus.
De veldtocht ontstond als gevolg van de Turkse oorlogsverklaring, na de Slag bij Poltava, op 20 november 1710. Dit bracht Rusland in een moeilijke positie daar de oorlog met Zweden ook doorging. Besloten werd om de Balkanprovincies van het Ottomaanse Rijk aan te vallen, omdat deze gebieden (Servië, Moldavië en Walachije) wel wilden worden bevrijd van de Turken. De Servische leiders en de gospodars van Moldavië en Walachije Dimitrie Cantemir en Constantin Brâncoveanu steunden relaties met Rusland. Met het idee dat de volken aldaar wel in opstand zouden komen als de Russische legers zouden arriveren en hen wel zouden voorzien van voedsel, werd besloten tot de aanval. Aan het hoofd stond Boris Sheremetev, die al eerder gevechten tegen de Turken had geleid.

## De aanloop
In de lente van het jaar 1711 vertrok de Ottomaanse hoofdmacht uit Adrianopel en rukte op naar het noordoosten. De artillerie zou vanaf de Zwarte Zee over de Donau het leger tegemoetkomen. De Tataarse cavalerie, die in de winter al een aanval deed op de Kozakken, kwam hen ook tegemoet. Het zou een leger van ongeveer 200.000 man worden.
Peter de Grote had echter een ander plan: hij zou de sultan aanvallen in zijn tweede belangrijkste stad: Adrianopel, hij zou via de monding van de Donau naar Adrianopel trekken en de stad belegeren, als dit gelukt was zou hij het misschien wagen om Constantinopel zelf aan te vallen. Hij had een klein leger: 40.000 infanteristen, 14.000 cavaleristen, maar de tsaar rekende erop dat hij nog bondgenoten zou vinden wanneer hij door de Balkan trok: 30.000 Walachijers en 10.000 Moldaviërs. Dan zou zijn leger 94.000 soldaten hebben. Hij wilde zeker vermijden dat de slag weer plaatsvond in Oekraïne, want hij wist niet wat Kozakken dan van plan waren. Hij riep de volkeren van de Balkan op om in opstand te komen, hij riep zichzelf uit tot bevrijder van de christenen op de Balkan. Walachije was een rijk en sterk land in de Balkan, dat geregeerd werd door hospodar Constantin Brâncoveanu. Volgens de sultan was deze vorst te rijk en te machtig, dus bij de eerste beste gelegenheid zou de sultan hem vervangen. Dit ontging Brâncoveanu niet, en na de slag om Poltava was hij ervan overtuigd dat Rusland een bondgenoot kon worden. Hij sloot een geheim verdrag met de tsaar: in geval van oorlog tussen Rusland en het Ottomaanse Rijk zou Brâncoveanu de tsaar steunen, 30.000 man in de strijd werpen en de Russen van proviand voorzien als ze Walachije bereikten. In ruil hiervoor zou Peter de onafhankelijkheid van Walachije en de rechten van Brâncoveanu herkennen. Moldavië was een zwakker en armer land dan Walachije. Dimitrie Cantemir zat nog geen jaar op de troon. In april 1711 ondertekende hij een verdrag met Peter, waarin stond dat hij de invasie van de Russen zou steunen met een leger van 10.000 man. In ruil daarvoor zou Moldavië onafhankelijk worden en onder Russische bescherming komen, het geslacht Cantemir zou een erfelijke dynastie zijn.
In Moldavië vond het besluit van Cantemir steun, de hele adel steunde de keuze van de koning. Hij had vernomen dat de grootvizier van het Ottomaanse leger op weg was en naarmate ze naderden, zou het duidelijk worden dat Moldavië was overgelopen naar Rusland. Daarom stuurde Cantemir brieven naar Sheremetev, met de vraag zich te haasten, of ten minste een voorbode van 4000 man te sturen om het land te beschermen tegen de Turken. Ook Peter beval Sheremetev zich te haasten, hij moest uiterlijk op 15 mei de Dnjestr bereikt hebben, om de vorstendommen te beschermen en de Serviërs en Bulgaren moed toe te spreken om een opstand uit te lokken.
Peter gaf bevel aan de soldaten zich te gedragen in Moldavië en Walachije, ze moesten betalen wat ze van de christenen namen, plunderen werd bestraft met de doodstraf. Zodra de eerste Russen in zicht waren, wierpen de Moldaviërs zich op de Turken in Moldavië van wie er velen werden gedood. Sheremetev had ondertussen twee weken vertraging opgelopen, hij moest op 15 mei in Soroki aan de Dnjestr zijn, maar hij bereikte het pas op 30 mei. Cantemir smeekte hem om meteen naar Jassy te komen, de hoofdstad van Moldavië, en op 5 juni kwam Sheremetev aan in de hoofdstad. Daar wachtten ze op Peter om met de hoofdtroepen verder te trekken. Van daaruit gingen ze verder naar de Proet, waar ze aankwamen op 24 juni. Onderweg hadden ze al bericht gekregen van de grootvizier met een vredesvoorstel. Peter verwierp het aanbod en voelde zich superieur: de sultan voelde er niet veel voor om tot een confrontatie met de Russen over te gaan. Toen de grootvizier vernam dat Peter het voorstel weigerde, trok hij de Donau over, en rukte met een leger van 200.000 man naar het noorden. Ondertussen liet Walachije niets meer van zich horen. Brâncoveanu was bang, hij wist dat een groot Turks leger hem te wachten stond, en hij wist wat er zou gebeuren als hij bij de verliezers hoorde. Peter gaf de veldtocht niet op toen hij hoorde van het nieuws dat Brâncoveanu zich terugtrok. Hij vernam dat aan de Proet onbewaakte voedselvoorraden lagen voor de Turken. Hij zou de Proet oversteken en langs de grootvizier omtrekken, want die ging recht naar de voedselvoorraden, misschien ook nog de voorraden veroveren en het leger van zijn thuisbasis afsnijden. Op 27 juni vertrokken 12.000 cavaleristen van Peter om de magazijnen van de Turken te vernietigen en de achterhoede van het Turkse leger aan te vallen. Drie dagen later werd de Proet overgestoken door de infanterie en verdeelde zich in drie divisies langs de westelijke oever. Ze kwamen onder bevel van Peter de Grote, Janoes en Repnin.

## De Slag bij Proet
De troepen van Janoes maakten als eerste kennis met de Turken: op 8 juli bemerkten ze elkaars aanwezigheid, zij het met de rivier ertussen. Toen de grootvizier ingelicht werd, wilde hij zich meteen terugtrekken, want hij had nog nooit een vijandig leger gezien dat van nature dapper was. Daarom dacht hij dat hij van bij het begin al verloren was. De Tataarse kan en de janitsaren wisten hem te overtuigen, waarna hij de tocht naar het noorden voortzette. De volgende dag staken de Turken de rivier over, en toen Peter dit hoorde, beval hij Janoes meteen terug te trekken naar de hoofdmacht. Peter liet stellingen bouwen achter een moeras ten zuiden van Stanilesti, waar de groep van Janoes zich terugtrok. De dag daarop werden al aanvallen gepland door de Turken op de stellingen. De troepen van Cantemir wisten zich goed te verdedigen, en het Russische leger hield stand tegen alle aanvallen. Er werd Repnin bevolen om met de derde divisie op te rukken, maar deze aanval mocht niet baten: de Tataarse cavalerie hield halt in Stanilesti. Na een hele dag aanvallen van de Turken en het ontbreken van Repnins troepen, en door gebrek aan voedsel, besloot Peter zich terug te trekken. De aftocht begon in de avond, en duurde tot de morgen, maar ondertussen werd hun achterhoede door de Turken aangevallen. Op 9 juli, in de late namiddag, was de hele infanterie aangekomen in Stanilesti, waar ze omsingeld werden door Tataarse ruiters.
Voor het vallen van de avond waren de Turkse infanterie en de janitsaren nabij Stanilesti. Onder toezicht van de grootvizier deden de janitsaren een aanval op het Russisch kamp. De troepen werden zwaar onder vuur genomen door de Russen, aangemoedigd door Peter. De eerste aanval werd afgeslagen, daarop maakte de verslagen infanterie een reeks verschansingen rond het Russische kamp. 300 kanonnen stonden tegen de avond op het Russisch kamp gericht en Tataarse ruiters patrouilleerden aan de overkant van de rivier, zodat de Russen geheel omsingeld waren. De Turken hadden een leger van 120.000 infanteristen en 80.000 cavaleristen, 300 kanonnen, terwijl Peter een infanterie van 38.000 man had; Ronne en de cavalerie waren te ver verwijderd van Stanilesti. De Russen waren uitgeput door de droogte, en de soldaten die aan de rivier om water gingen, werden door de Tataarse ruiters onder vuur genomen. Bovendien had het Russische leger amper materiaal om verschansingen te maken, vaak werden dode paardenkarkassen gebruikt. De situatie voor het Russische leger was onmogelijk: geheel omsingeld door het Turkse leger, en bovendien zou de tsaar overmeesterd worden als de Turken een aanval deden op het kamp. Hij vergeleek zich met Karel XII in de Poltava, maar vond ook dat zijn situatie minder erg: Karel was niet overmeesterd door een grote overmacht. Waar Peter wel bang voor was, waren de offers die hij zou moeten brengen om weer vrij te komen. Hij vroeg de commandant van het Moldavische leger of hij hem niet kon escorteren naar Hongarije, deze weigerde, want die wist dat Moldavië stilaan zou krioelen van de Tataarse ruiters. Peter, net als het hele Russische leger was bang dat ze de volgende dag de beslissende aanval zouden moeten afslaan. En de volgende morgen, op 10 juli, begon de strijd met kanonschoten uit het Turkse kamp, de Russen bereidden zich voor op de aanval, maar de janitsaren vielen niet aan. Hierop beval Peter de Turkse linies zelf aan te vallen. De Russen vielen de Turken aan, en brachten een grote ravage aan, voor zich teruggetrokken te hebben. Ze konden gevangenen maken, en van hen kwamen ze te weten dat de janitsaren niet van plan waren nog een aanval te lanceren, aangezien ze de dag ervoor grote verliezen geleden hadden.
Na dit gehoord te hebben, stuurde Peter een afgezant naar de grootvizier om te zien wat de voorwaarden waren voor de vrede. Hij was tot veel in staat: hij zou Azov en Taganrog ontmantelen en aan de Turken teruggeven, plus wat hij nog allemaal had veroverd op de Turken. Hij wist dat Karel ondertussen een bondgenoot was van de sultan en hij zou Lijfland, Estland en Karelië teruggeven aan de Zweden, maar Sint-Petersburg wilde hij behouden; hij wilde zelfs Pskov en andere gebieden afstaan. Karel mocht terug naar Zweden reizen en Peter zou Stanislaus Leszczyński erkennen als koning van Polen en zich niet meer met de Polen te moeien. Tegen de middag waren deze voorstellen gereed, Peter Sjafirov werd met een trompetter en een witte vlag op weg gestuurd om met de grootvizier te onderhandelen.
Als gevolg van de veldtocht werd de Vrede van Proet getekend. Hierbij moesten een aantal steden worden ontruimd (Azov en Taganrog) die tijdens de Tweede Russisch-Turkse Oorlog waren veroverd en moest de Russische marinevloot van Azov worden vernietigd. In ruil hiervoor steunde het Ottomaanse Rijk Zweden niet, waardoor het Russische Rijk daar de overwinning behaalde.